# تايلر يونغ
تايلر يونغ (بالإنجليزية: Tyler Young؛ المولود في 17 ديسمبر 1990) هو ممثل أمريكي اشتهر بدوره في المسلسل الدارمي الأمريكي شاهد عيان التابع لقناة يو إس إيه نيتورك. لعب دور كونور بيل في فيلم بولارويد.

## أعمال

### مسلسلات
- شاهد عيان

## وصلات خارجية
- تايلر يونغ على موقع IMDb (الإنجليزية)
- تايلر يونغ على موقع قاعدة بيانات الفيلم (الإنجليزية)